# Escalandrum
Escalandrum es un sexteto musical de origen argentino que fusiona jazz, tango, folclore y otros ritmos. Uno de sus integrantes es el baterista Daniel Piazzolla, nieto de Astor Piazzolla.

## Historia
Escalandrum emerge a la vida jazzística de Buenos Aires en marzo de 1999 (su nombre procede del tiburón escalandrún que solía pescar el padre de Astor Piazzolla), materializándose de esa forma una iniciativa del baterista Daniel "Pipi" Piazzolla, nieto de Astor Piazzolla. 
El conjunto fue distinguido en 2005 y 2025 por la Fundación Konex entre las 100 figuras más destacadas de la última década de la Música Popular Argentina; luego con el Konex de Platino en 2015 esta vez como el mejor grupo de Jazz de la década y en 2002 como grupo revelación por los diarios Clarín y La Nación. 
Escalandrum lleva más de 25 años de trayectoria con su formación original, más de veinte países recorridos y seis discos editados. Fue el primer artista argentino invitado a participar del Bridgestone Music Festival de San Pablo, Brasil.
Fueron nominados al Grammy Latino 2011 como mejor álbum instrumental por Piazzolla plays Piazzolla.

## Integrantes
- Damián Fogiel, saxo tenor
- Nicolás Guerschberg, piano
- Gustavo Musso, saxo alto y saxo soprano
- Martín Pantyrer, saxo barítono y clarinete bajo
- Daniel Piazzolla, batería
- Mariano Sivori, contrabajo
- Horacio Sarria, Manager

## Discografía
- Bar los Amigos (2000)
- Estados Alterados (2002)
- Sexteto en Movimiento (2003)
- Misterioso (2006)
- Visiones (2008)
- Piazzolla plays Piazzolla (2011)
- Vértigo (2013)
- Las cuatro estaciones porteñas (2014)
- 3001 - Proyecto Piazzolla (con Elena Roger) (2016)
- Sesiones Ion (2017)
- Studio 2 (2018)
- El Reino del Revés (2020)
- Como la Cigarra (2020)
- 100 (2021)
- Escalectric (2023)